# Obadiah B. McFadden

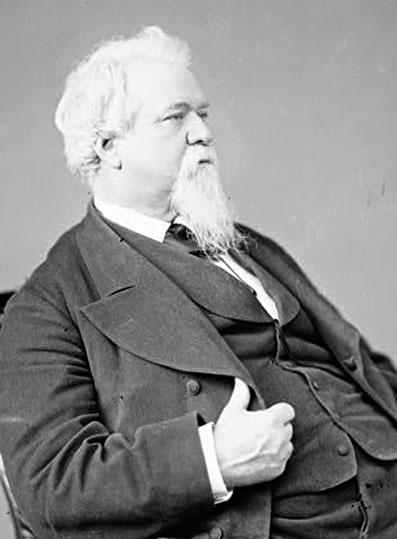
Obadiah B. McFadden

Obadiah Benton McFadden (* 18. November 1814 in West Middletown, Washington County, Pennsylvania; † 25. Juni 1875 in Olympia, Washington) war ein US-amerikanischer Jurist und Politiker. Zwischen 1873 und 1875 vertrat er das Washington-Territorium als Delegierter im Repräsentantenhaus der Vereinigten Staaten.

## Werdegang
Obadiah McFadden besuchte die öffentlichen Schulen seiner Heimat und danach die McKeever Academy. Nach einem anschließenden Jurastudium und seiner im Jahr 1843 erfolgten Zulassung als Rechtsanwalt begann er in seinem neuen Beruf zu arbeiten. Im gleichen Jahr war er Abgeordneter im Repräsentantenhaus von Pennsylvania. Bald darauf zog McFadden in das Oregon-Territorium. Dort war er zwischen 1853 und 1854 Richter am Obersten Gerichtshof. Nach der Gründung des Washington-Territoriums setzte er seine juristische Tätigkeit in diesem Gebiet fort. Zwischen 1858 und 1861 leitete er als Chief Justice den Obersten Gerichtshof des Territoriums. In den Jahren 1855 und 1856 nahm er auch an einem Indianerkrieg teil.
Politisch war McFadden Mitglied der Demokratischen Partei. In seinem Territorium saß er bis 1864 im territorialen Repräsentantenhaus; 1861 war er dessen Präsident. In den folgenden Jahren praktizierte McFadden als Anwalt. Außerdem wurde er in der Landwirtschaft tätig. 1872 wurde McFadden als Delegierter in das US-Repräsentantenhaus in Washington, D.C. gewählt, wo er am 4. März 1873 die Nachfolge von Selucius Garfielde antrat. Da er im Jahr 1874 auf eine erneute Kandidatur verzichtete, konnte er bis zum 3. März 1875 nur eine Legislaturperiode im Kongress absolvieren. McFadden starb nur wenige Monate nach seinem Ausscheiden aus dem US-Repräsentantenhaus am 25. Juni 1875. Er war seit 1837 mit Margaret Caldwell (1816–1903) verheiratet, mit der er neun Kinder hatte.